# Ончешти (Алба)
Ончешти (рум. Oncești) насеље је у Румунији у округу Алба у општини Могош. Oпштина се налази на надморској висини од 613 m.

## Становништво
Према подацима из 2002. године у насељу је живело 30 становника, од којих су сви румунске националности.